# 談情說案
《談情說案》，香港電視廣播有限公司時裝電視劇，由林峯及楊怡領銜主演，並由馬國明、廖碧兒、陳展鵬、李國麟、韓馬利及羅樂林聯合演出，監製劉家豪。此劇為2010無綫節目巡禮劇集之一。本劇講述了林峯飾演的物理學教授如何用物理的方法協助破案的故事。而每集結尾所登出的製作人員的資料亦傾向在下方由右至左走馬燈式播放，是無綫首次一改以往製作人資料由下至上的慣例。而且也更改爲播片尾曲音樂錄影帶，與以往的純歌曲不同。

## 故事大綱

### 逐漸認識
徐小麗（楊怡飾）受到父親徐漢飛（羅樂林饰）的影響，理所當然地認為將來的理想對象，必須是一個能夠保護自己的「真男人」。至於那位孱弱書生景博（林峯饰），小麗根本不會視之為理想人選之列。另一方面，景博一心希望遇到一位明白他、體諒他的人，能等待他完成研究是最起碼的要求。他理想的女孩形象，是有著高學歷，高貴但不失溫柔，包容而又和善的女子，同樣不會視小麗為理想對象。然而一次追查案件中，小麗與景博於深山迷路，幸得景博處變不驚，冷靜運用知識智慧將小麗帶出險境。原來「真男人」不一定是「孔武有力」，一個像景博那樣滿有智慧之人也能託付終生。後來，小麗的二哥徐國良（林子善饰）遇上撞車事件，景博從百忙之中抽空為國良做實驗、計數據，過程中，小麗再次獲得與景博獨處一晚的機會，令小麗對景博多了點少女情懷的遐想。最後，實驗證明了國良的無辜，令其勝訴。為此，小麗與國良大費周章地要在高級食肆宴請景博，而景博卻臨時被邀請出席另一個重要約會，小麗非常失望。而於這刻小麗亦驀然驚覺，之前不知不覺對景博多了丁點兒的遐想是不應該的，遂決定回歸油麻地，才是真正屬於她的世界。之後，大哥徐國安（麦长青饰）因對兒子徐家希（吳諾弘飾）考名校失望，歸咎自己沒出息，遂興起競投大學餐廳的念頭，卻遭到家人反對。然而，小麗獨排眾議支持國安。競投成功後，小麗不時到來幫忙國安打點餐廳的工作，令小麗多了與景博見面的機會，然而神女已無心，小麗待景博只是普通朋友。

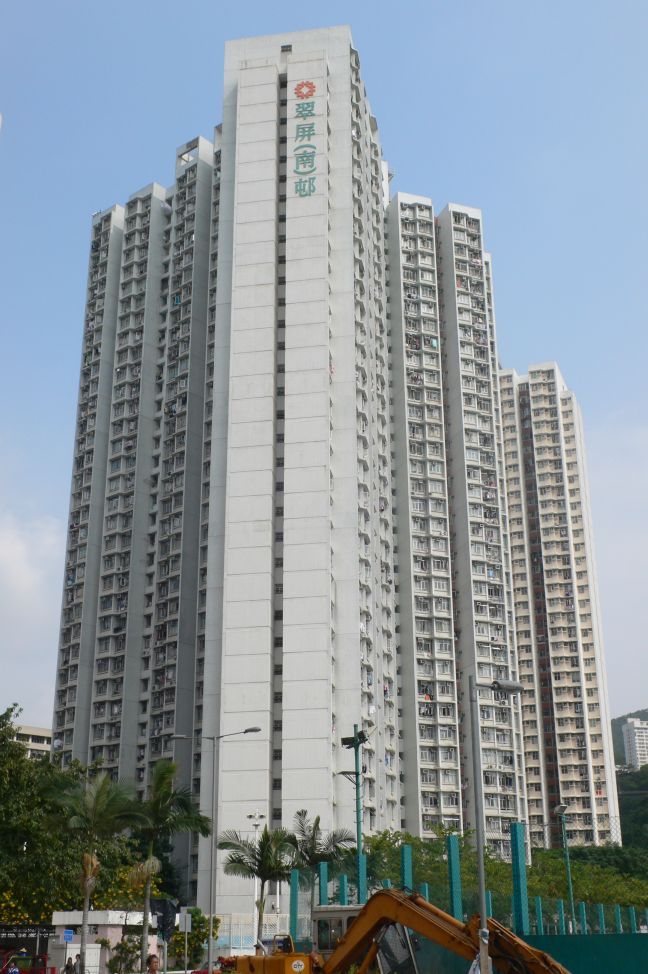
此劇部分場面於觀塘翠屏（南）邨翠樂樓拍攝

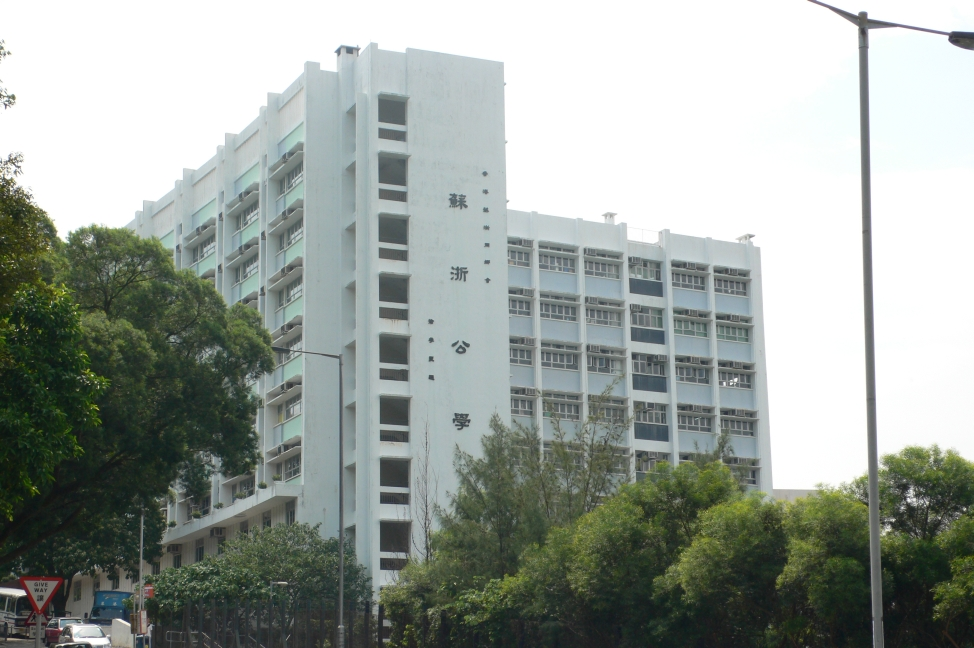
劇中的溫莎學校取景於蘇浙公學

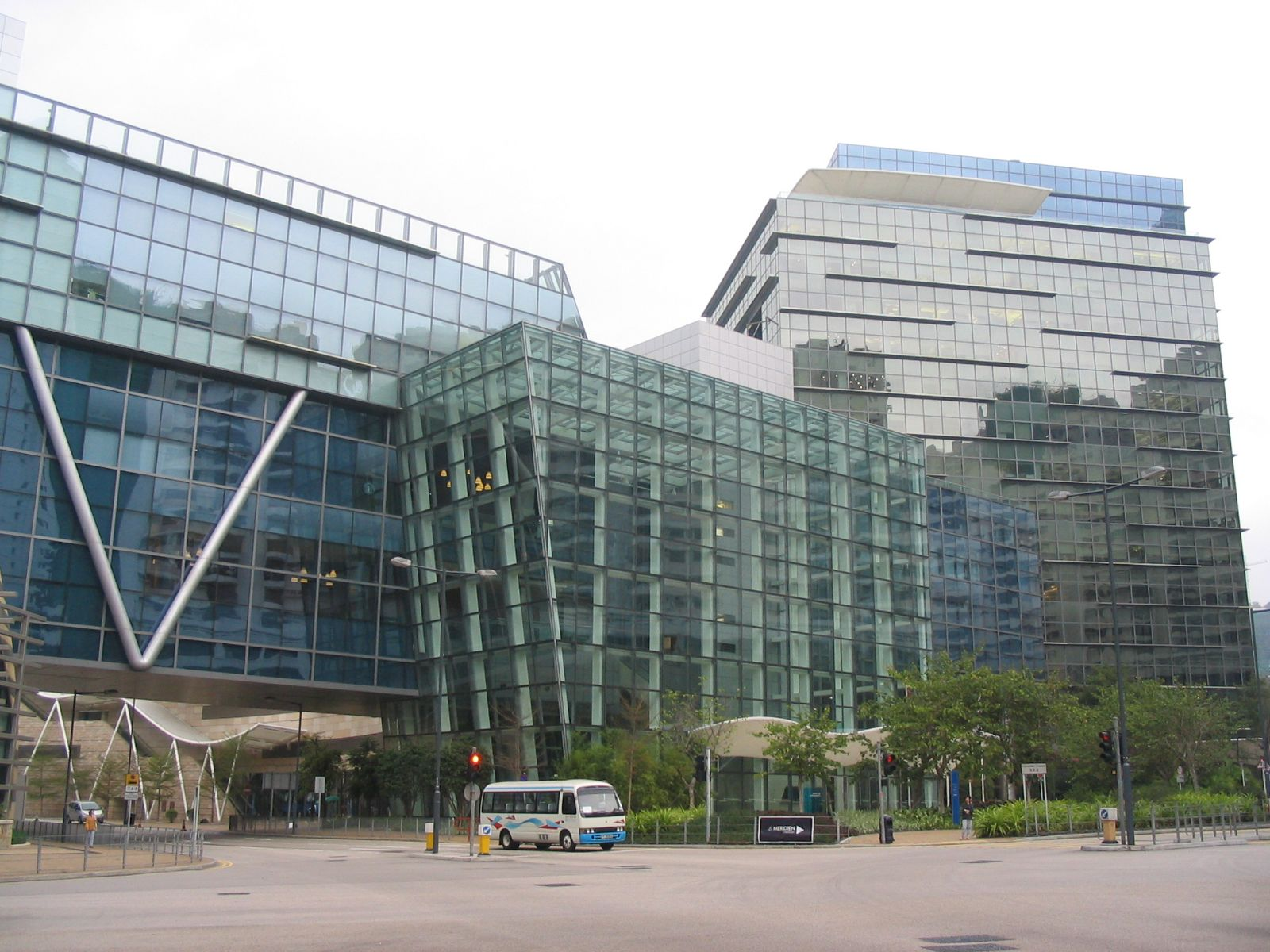
此劇第13集場面於數碼港取景

### 產生愛意
從小麗支持二哥國良堅持公義的事，到出錢出力支持大哥國安創業，還有因油畫穿梭景、徐兩家調停而受盡委屈，景博逐漸看到小麗的好。及後，景博發表的一篇論文惹起使用虛假數據風波，令他的論文受到科學界的質疑，甚至會有聲名盡損、從此消失科學界的可能，必須要在極短時間內找來新數據證明論文的準確性，雖然小麗於論文方面幫不上忙，但是在景博工作至三更半夜、筋疲力竭之時，還有小麗送來一碗熱騰騰的麵，已經令他再度注滿力量，繼續衝刺。不知不覺間，小麗夜留餐廳默默送上熱麵的支持，已成為景博的重要動力。最後，景博以驚人的能耐與魄力，於限定時間之內證明出論文的真確性及其重要價值，獲得科學界的再度肯定。自此，景博開始感受到微妙的變化，那碗麵的暖意在他心頭久久不散的感覺，告訴他已不自覺地對小麗牽起了感情。理性的景博從來分析愛情只是人體大腦分泌出一種名為「苯氨基丙酸」的內激素作怪，產生令人有戀愛感覺的生理反應而已。正因如此，這刻的景博很清楚地知道自己體內的「苯氨基丙酸」正在令他對小麗產生愛意。對科學的追求毫不猶疑、全力以赴的景博，當發覺內心所愛，也是選擇坦誠相向，對早已放下對景博愛意的小麗，說出愛的宣言。

### 戀愛危機
「苯氨基丙酸」對景博及小麗產生作用，卻影響不到他倆身邊的人，甜蜜的拍拖生活隱藏著許多危機。小麗的父母兄嫂對她疼愛有加，為了她學習做個上等人，結果當然是適得其反，甚至成為笑柄，一家人不開心之餘，更添小麗的壓力。另一方面，以為愛情是兩個人的事的景博，漸漸受到父母的壓力，同時看見小麗繼續委屈地討好兩家，也感到身不由己的煩惱。理性的景博抽離愛情的感覺，分析與小麗之間的狀況，認為現實處境難以改變，他與小麗必須要面對雙方家庭的壓力，有很大可能難以承受，與其辛苦地維繫，倒不如冷靜地、清晰地解決問題，認為最可行的方法是理性地分手。小麗別無選擇地接受了景博的分手要求，並諒解他所謂理性分析，但感性的她依然奢望著能夠努力地去改變事實。可是單方面的努力只是徒然，換回來的只有被認為在死纏爛打，被嘲笑為不要面子地高攀豪門。與此同時，景博不但沒有對小麗送上半點安慰與問候，竟還硬著心腸地認為小麗不應該感情用事，令小麗受到深深的傷害。至此，小麗對景博徹底失望，為了不再見景博而調至公共關係科。尤幸在傷心痛苦的時候，家庭的溫暖令受傷的小麗慢慢得以痊癒，很快地收拾心情，重投生活，繼續熱愛家人，積極工作。

### 重新開始
一切歸於平靜，小麗與景博在各自的世界精彩。期間，景博認識了一位在父母眼中門當戶對、高貴大方，被認為難得絕配的好女子─蔡寶兒（李亚男饰）。初時，景博與寶兒相處愉快，感覺良好，但漸漸發現寶兒高貴外表的背後卻是尖酸勢利、內心醜陋，尤其當景博洞悉寶兒暗地對小麗的侮辱，感到非常憤怒，拒絕再與之發展下去。與此同時，景博亦發現對小麗的感覺仍然存在，愈與她分隔得久，愈發覺對小麗的思念。這時，一科學高手向景博挑戰，更牽連至景博家人。此事件中，不但令景博的家人明白千金小姐不等於好女子，終了解到小麗的好，更令景博清楚知道，心中最愛的，原來一直只有小麗一人。此時的景博，不但要施展渾身解數智鬥高手，更要重新追回小麗。然而，小麗的心已被景博狠狠地傷害了，景博能把小麗那破碎的心修補過來嗎？

## 演員表

### 景家
| 演員           | 角色   | 關係/暱稱 |
| 蔣志光         | 景 方  | 為人狗眼看人低 民初香港人 景森之父 景然、景致之爺爺 景博之太爺 已去世 |
| 子明           | 景 森  | Uncle George 為人狗眼看人低 景方之子 景然、景緻之三叔 景博之三叔公 |
| 李國麟         | 景 然  | Philip 畫廊老闆 景方之孫 景森之侄 蔣慧珠之夫 景博之父 景緻之兄 徐小麗之老爺 徐漢飛、梁秀娥之親家老爺 馬忠强之好友 曾看不起徐家 |
| 韓馬利         | 蔣慧珠 | Victoria 為人狗眼看人低，表面是公正，但其實是看人的 「溫莎小學書院」校董兼校長 「德智慈善教育基金」名譽主席 景然之妻 景博之母 景緻之大嫂 徐小麗之奶奶 徐漢飛、梁秀娥之親家奶奶 景森之侄媳 景方之孫媳婦 於第18集曾患心臟病、胃潰瘍，手術後痊癒 曾看不起徐家 曾經明知梁俊威虐打徐家希，之後誣告徐家希虐打其，但因為針對徐家，而扣除徐家希大過，但因為找到印度証人，而不想將事情放大，最後故意對徐家希從輕發落，但其實心底裏感到不服 參見连环报仇案/犯罪天才（第21—25集） |
| 趙靜儀         | 景 緻  | Anastasia、趙太 為人狗眼看人低 景方之孫女 景森之侄女 景然之妹 景博之姑姐 蔣慧珠之姨仔 基金會總理夫人 希望拉攏蔡寶兒加入其基金會 曾針對徐小麗 曾看不起徐家 |
| 李子奇         | 景 希  | 景然遠房堂弟 景博之堂叔（客串第1集） |
| 溫裕紅         | -      | 景博之堂嬸（客串第1集） |
| 李日昇（青年） | 景 博  | Kingsley、Kings（盧天恆專用）、Professor King、Pro生（徐國良專用） 景然、蔣慧珠之子 景緻之姪 景方之太孫 景森之侄孫 景希之堂侄 徐漢飛、梁秀娥之女婿 徐國安、徐國良之妹夫 徐家希之姑丈 盧天恆之中學同學兼好友 蔡寶兒之暗戀對象 獲「成就最高榮譽大獎」（第4集） 於第11集成為徐小麗之男友 於第18集將徐小麗拋棄 於第25集蘇醒後重新追求徐小麗，後成為徐小麗之丈夫 於大結局時獲「全球科學家大獎」 參見大學物理系                                                              |
| 林 峯          | 景 博  | Kingsley、Kings（盧天恆專用）、Professor King、Pro生（徐國良專用） 景然、蔣慧珠之子 景緻之姪 景方之太孫 景森之侄孫 景希之堂侄 徐漢飛、梁秀娥之女婿 徐國安、徐國良之妹夫 徐家希之姑丈 盧天恆之中學同學兼好友 蔡寶兒之暗戀對象 獲「成就最高榮譽大獎」（第4集） 於第11集成為徐小麗之男友 於第18集將徐小麗拋棄 於第25集蘇醒後重新追求徐小麗，後成為徐小麗之丈夫 於大結局時獲「全球科學家大獎」 參見大學物理系                                                              |
| 謝兆韵（青年） | 徐小麗 | 犀利妹、Siu Lai 徐漢飛、梁秀娥之幼女 徐國安、徐國良之妹 徐日安之太孫女 於第11集成為景博之女友 於第18集被景博抛棄 於第25集成為景博之妻子 徐家希之姑姐 盧天恆之下屬兼好友 余家勤之暗戀對象 參見九龍總區重案組 |
| 楊 怡          | 徐小麗 | 犀利妹、Siu Lai 徐漢飛、梁秀娥之幼女 徐國安、徐國良之妹 徐日安之太孫女 於第11集成為景博之女友 於第18集被景博抛棄 於第25集成為景博之妻子 徐家希之姑姐 盧天恆之下屬兼好友 余家勤之暗戀對象 參見九龍總區重案組 |

### 徐家
| 演員           | 角色   | 關係/暱稱 |
| 張國強         | 徐日安 | 民初香港人 警員 徐汉飞之祖父 徐國安、徐小麗、徐國良之曾祖父 徐家希之高祖父 已去世 |
| 曾慧雲         | -      | 民初香港人 徐日安之妻 徐汉飞之祖母 徐國安、徐小麗、徐國良之曾祖母 徐家希之高祖母 已去世 |
| 羅樂林         | 徐漢飛 | 飛Sir 退休警員 徐日安之孙 梁秀娥之夫 徐國安、徐國良、徐小麗之父 戴彩嫦之家翁 徐家希之爺爺 景博之岳父 景然、蔣慧珠之親家老爺                                                                                 |
| 馮素波         | 梁秀娥 | 徐日安之孙媳 徐漢飛之妻 徐國安、徐國良、徐小麗之母 戴彩嫦之家婆 徐家希之祖母 景博之岳母 景然、蔣慧珠之親家奶奶                                                                                              |
| 麥長青         | 徐國安 | 大學小食攤東主 徐漢飛、梁秀娥之長子 戴彩嫦之夫 徐國良、徐小麗之兄 徐家希之父 徐日安之太長孫 景博之大舅 |
| 伍慧珊         | 戴彩嫦 | 徐國安之妻 徐家希之母 徐漢飛、梁秀娥之媳 徐國良、徐小麗之大嫂 |
| 林子善         | 徐國良 | 「九龍城環球生果舖」員工 徐漢飛、梁秀娥之次子 徐國安之弟 徐小麗之兄 徐家希之二叔 徐日安之太次孫 景博之二舅 于第6集遭後方車輛撞擊，自己的車輛撞上前方車輛，但其後得到景博協助證明其清白                      |
| 謝兆韵（青年） | 徐小麗 | 犀利妹、Siu Lai 徐漢飛、梁秀娥之幼女 徐國安、徐國良之妹 徐日安之太孫女 于第11集成为景博之女友 于第18集被景博抛弃 于第25集成为景博之妻子 徐家希之姑姐 盧天恆之下屬兼好友 余家勤之暗恋对象 參見九龍總區重案組 |
| 楊 怡          | 徐小麗 | 犀利妹、Siu Lai 徐漢飛、梁秀娥之幼女 徐國安、徐國良之妹 徐日安之太孫女 于第11集成为景博之女友 于第18集被景博抛弃 于第25集成为景博之妻子 徐家希之姑姐 盧天恆之下屬兼好友 余家勤之暗恋对象 參見九龍總區重案組 |
| 吳諾弘         | 徐家希 | 希仔 徐國安、戴彩嫦之子 徐漢飛、梁秀娥之孫 徐國良、景博、徐小麗之侄子 徐日安之玄孙 「油麻地鮮果欄小學」學生 「温莎小學」轉校生 曾獲少年警訊舉辦之「雞蛋撞地球」亞軍以及全港「小學奧林匹克數學大賽」冠軍     |

### 盧家
| 演員           | 角色   | 關係/暱稱                                                                      |
| 馬國明         | 盧天恒 | Gordon、Lo Sir 凌敏嘉之夫 参见九龍總區重案组                                   |
| 謝宛婷（青年） | 凌敏嘉 | Nickole 國際新聞記者 盧天恆之妻 Rachel、Betty之好友 Joyce之下屬 Adrian之前女友 |
| 廖碧兒         | 凌敏嘉 | Nickole 國際新聞記者 盧天恆之妻 Rachel、Betty之好友 Joyce之下屬 Adrian之前女友 |

### 九龍總區重案组
| 演員           | 角色   | 關係/暱稱 |
| 陳芷菁         | 古玉嬌 | Madam Koo 警司 盧天恆、文柏柱、徐小麗、占子高、馮學彬之上司 Ivan之妻 |
| 蔡曜力（青年） | 盧天恆 | Gordon、Lo Sir、Gor Gor 高級督察 曾為追回凌敏嘉曾辭職，最後升為總督察 “温莎中学”前学生（为救景博而被退學） 景博之中學同學兼好友 徐小麗之上司兼好友 凌敏嘉之夫 古玉嬌之下屬 文柏柱、占子高、馮學彬之上司 Kay之前男友 Everlyn、Phoenix之一夜情對象 Adrian之情敵 |
| 馬國明         | 盧天恆 | Gordon、Lo Sir、Gor Gor 高級督察 曾為追回凌敏嘉曾辭職，最後升為總督察 “温莎中学”前学生（为救景博而被退學） 景博之中學同學兼好友 徐小麗之上司兼好友 凌敏嘉之夫 古玉嬌之下屬 文柏柱、占子高、馮學彬之上司 Kay之前男友 Everlyn、Phoenix之一夜情對象 Adrian之情敵 |
| 李成昌         | 文柏柱 | PC（Pak Chu） 警長 古玉嬌、盧天恆之下屬 Flora之夫 |
| 楊 怡          | 徐小麗 | 犀利妹、Siu Lai 警員（WPC66918） 于第21集調往警察公共關係科，因Wendy懷孕而重回重案组協助查案（第23集） 古玉嬌、文柏柱之下屬 盧天恆之下屬兼好友 曾任總務、牌照、社區關係、特別職務隊、CID等部門 參見徐家 參見连环报仇案/犯罪天才（第21—25集）                  |
| 胡諾言         | 占子高 | Jim、阿占 警員 古玉嬌、盧天恆、文柏柱之下屬 Helen之男友 |
| 李啟傑         | 馮學彬 | Herbert、阿笨 警員 古玉嬌、盧天恆、文柏柱之下屬 Grace之男友 |
| 陳思齊         | Wendy  | 警員 古玉嬌、盧天恆、文柏柱之下屬 于第21集加入頂替徐小麗 于第23集因懷孕而調走 |

### 其他部門警察
| 演員   | 角色       | 關係/暱稱                       |
| 簡慕華 | Madam Chan | Madam陳 徐小麗之前上司（第1集） |
| 張韋怡 |            | 女警 徐小麗之前同事（第1集）    |
| 蔡考藍 |            | 女警 徐小麗之前同事（第1集）    |
| 賀文傑 | 蕭偉傑     | 軍裝巡邏小隊警員                |
| 魏焌皓 | 魏煥皓     | 軍裝巡邏小隊警員                |
| 楊潮凱 | 冼立德     | 軍裝巡邏小隊警員                |
| 羅鈞滿 | 李家偉     | 軍裝巡邏小隊警員                |
| 陳珈穎 | 張家詠     | 軍裝巡邏小隊警員                |
| 潘冠霖 | 潘頌欣     | 軍裝巡邏小隊警員                |
| 林淑敏 | Mary       | 女警                            |
| 傅劍虹 |            | 元朗重案組警察                  |
| 姚浩政 |            | 元朗重案組警察                  |
| 胡麒豐 | 霍宏基     | 反黑組督察                      |
| 歐瑞偉 | 潘Sir      | 科技罪案調查科高級督察          |
| 楊英偉 | 戚Sir      | 警察公共關係科高級督察          |
| 陳榮峻 | 何Sir      | 各部門高級督察                  |
| 何偉業 | 葉Sir      | 各部門高級督察                  |
| 黎炳權 | 劉Sir      | 各部門高級督察                  |
| 馬 然  | 戴Sir      | 各部門高級督察                  |
| 張松枝 | 關Sir      | 各部門高級督察                  |
| 吳幸美 | Daisy      | 警察公共關係科警察              |
| 陳佩思 | Heidi      | 警察公共關係科警察              |
| 高可慧 | Sammie     | 警察公共關係科警察              |
| 麥子樂 | Victor     | 警察公共關係科警察              |
| 關婉珊 | Kelly      | 警察公共關係科警察              |
| 陳建文 | John       | 警察公共關係科警察              |
| 姚浩政 |            | CID                             |
| 卓 躒  |            | CID                             |
| 李善恆 |            | 拆彈專家助手                    |
| 張達倫 | 飛虎隊隊長 | 特別任務連隊長                  |
| 李泳豪 |            | 特別任務連隊員                  |
| 李泳漢 |            | 特別任務連隊員                  |
| 顏桂洲 |            | 特別任務連隊員                  |
| 李 嘉  |            | 特別任務連隊員                  |
| 鐘建文 |            | 特別任務連隊員                  |

### 大學物理系
| 演員   | 角色    | 關係/暱稱                                                                                       |
| 林 峯  | 景 博   | Kingsley 大學物理系副教授 参见景家                                                              |
| 姚 兵  | 郭宇仁  | 小郭 景博之前助手 因不滿景博未給予機會其至英國發展，而竄改方程式陷害景博 被揭發後離開大學至上海 |
| 周麗欣 | 鄭晶晶  | Janet 景博之女助手                                                                              |
| 忻逸雄 | 王教授  | 美國麻省理工大學畢業 擅長聲紋                                                                   |
| 劉天龍 | 陳教授  | 物理系之教授                                                                                    |
| 陸駿光 | 陸教授  | 物理系之教授                                                                                    |
| 李 豪  | Karl    | 研究生                                                                                          |
| 黃 瑩  | Mandy   | 研究生                                                                                          |
| 杜 港  | Dick    | 研究生                                                                                          |
| 梁證嘉 | Stephen | 物理系大學生                                                                                    |
| 羅天宇 | Jimmy   | 物理系大學生                                                                                    |
| 蔣家旻 | Ida     | 物理系大學生                                                                                    |
| 吳綺珊 | Teresa  | 物理系大學生                                                                                    |
| 蔡昌達 | Melvin  | 物理系大學生                                                                                    |
| 鄭家俊 | Vincent | 物理系大學生                                                                                    |
| 范彩兒 | June    | 物理系大學生                                                                                    |
| 葉婷芝 | Apple   | 物理系大學生                                                                                    |

### 與案件有關人物

#### 錦田槍殺案（第1—2集）
| 演員   | 角色   | 關係/暱稱                                                                                                   |
| 林敬剛 | 張華超 | 牛精佬 茅頭村村民 不滿遭林振龍追債而開槍將其殺死 於第1集被捕                                                |
|        | 林振龍 | 張華超債主 于第1集遭張華超槍殺身亡                                                                          |
| 羅天池 | 陸國平 | 茅頭村村民 装修工人 張華超鄰居 本案證人之一 案發時聽到三聲槍聲                                              |
| 許碧姬 | 三 婆  | 茅頭村村民 撿紙皮婆婆 本案證人之一 案發時聽到三聲槍聲                                                       |
| 鄺佐輝 | 馬忠強 | Martin、Uncle Ma 元朗區議員 景然之好友 茅頭村村民 曾任律師、前律師會副主席 因聲波傳達影響，案發時聽不到槍聲 |

#### 為愛情殺案（第2—3集）
| 演員   | 角色   | 關係/暱稱                                                                     |
| 黃子恆 | 周孝賢 | 周興之子 有偷竊案底 Eva之男友 丁文雄之情敌 殺害丁文雄 於第2集被捕             |
| 招石文 | 周 興  | 富商（罐頭大王） 周孝賢之父 被控行賄、妨礙司法公正起訴 於第3集被捕            |
| 鄭家生 | 江少榮 | 裝修工人 自薦使用二氧化碳幫周孝賢毀滅指紋 于第2集获報酬港幣50萬元 於第3集被捕 |
| 林遠迎 | 丁文雄 | 室內設計師 Eva之外遇对象 周孝賢之情敌 于第2集遭周孝賢所殺身亡                 |
|        | 陈恩慧 | Eva Chan 周孝賢之女友 丁文雄之外遇对象 （劇中未出場）                         |

#### 母女墮樓疑案（第4—5集）
| 演員   | 角色   | 關係/暱稱 |
| 古明華 | 陳 貴  | 林淑芬之夫 曾包二奶 陳采宜、陳志文之父 林淑芳之姐夫 因曾包二奶，大吵後錯手將妻女推落樓身亡 於第5集被捕                                        |
| 祝文君 | 林淑芬 | 陳貴之妻 陳采宜、陳志文之母 林淑芳之家姐 于第4集遭陳貴錯手推下樓身亡                                                                          |
| 沈可欣 | 林淑芳 | 林淑芬之妹 陳采宜、陳志文之阿姨 陈贵之姨仔 |
| 陳詩慧 | 陳采宜 | 陳貴、林淑芬之長女 陳志文之家姐 林淑芳之侄女 于第4集遭陳貴錯手推下樓身亡                                                                      |
| 宋卓熹 | 陳志文 | 文仔 陳貴、林淑芬之幼子 陳采宜之弟 林淑芳之侄子 擁有超於常人的視力 因夜晚八點誤為看見其母、姊身影，被懷疑有陰陽眼，實為看見幻彩詠香江之光折射 |

#### 連環高空放鏹水案（第6—7集）
| 演員   | 角色   | 關係/暱稱 |
| 李天翔 | 張漢祥 | Sam 大角咀「高升大厦」天台屋居民 香港新移民（在街頭送氣球） 1992年「北京戲劇聯藝學院」高材生 曾獲3屆最佳學員獎、校聯最佳劇作、導演獎 張美兒之師兄兼前男友 因女友遭非禮而打傷赵亮仁遭退學 因申請綜援未批准，對社會不滿而成為「鏹水狂徒」 赵亮仁之情敌兼天敌 于第7集利用氫氣欲與警方同歸於盡，并且导致他爆炸至烧伤严重，昏迷不醒（根据景博透露，由于他没有求生意志，所以苏醒的几率很低） |
| 陳 爽  | 張美兒 | Macy 「北京戲劇聯藝學院」學生 「康城影展」影后 赵亮仁之暗恋对象 曾被赵亮仁非礼 張漢祥之師妹兼前女友 |
| 葉 暐  | 王永森 | 「訊雷電訊」維修員 為挽回與陈寶咪之感情，被誤為鏹水狂徒 |
| 陳宛蔚 | 陈寶咪 | Amy 北河街“隆发大厦”居民 王永森之女友 |
| 李力持 | 赵亮仁 | 赵教授 「北京戲劇聯藝學院」教授 喜欢张美儿 张汉祥之情敌兼天敌 |

#### 遙控機械殺人案（第8—9集）
| 演員   | 角色   | 關係/暱稱 |
| 彭冠中 | 朱軍亮 | 「修车房」老板 車房職員 周世瑜、邱子武、廖文強之機械迷好友 曾獲多項機械改裝大獎 于第8集遭周世瑜所製作之機械所殺 名字源自諸葛亮                     |
| 江 暉  | 周世瑜 | 周雄之子 朱軍亮、邱子武、廖文雄之機械迷好友 因忌妒朱軍亮而製作機械訓練老鼠將其所殺 訓練老鼠期間感染漢他病毒 于第9集因漢他病毒导致身亡 名字源自周瑜 |
| 李海生 | 周 雄  | 神機子算命檔老闆 周世瑜之父 |
| 楊鴻俊 | 邱子武 | 周世瑜、朱軍亮、廖文強為之械迷好友 發現朱軍亮死亡而報警                                                                                            |
| 郭 淨  | 廖文強 | 肥強 周世瑜、朱軍亮、邱子武之機械迷好友 拥有朱军亮死时电话录音                                                                                     |

#### 惡意破壞案（第9-10集）
| 演員   | 角色   | 關係/暱稱                                                                                                  |
| 林 峯  | 景 博  | Kingsley 大學物理系副教授 参见景家                                                                         |
| 姚 兵  | 郭宇仁 | 小郭 景博之前助手 因不滿景博未給機會至英國發展，而竄改方程式陷害景博 被揭發後離開大學至上海 參見大學物理系 |
| 周麗欣 | 鄭晶晶 | Janet 景博之女助手 參見大學物理系                                                                          |

#### 兄弟同心犯案（第11—12集）
| 演員   | 角色   | 關係/暱稱 |
| 陳智燊 | 江耀祖 | Joe 元朗「Grand Hair」美髮師 同性恋者 患有情緒病 江耀宗之兄 甘大鵬之伴侶 因長期遭甘大鵬毆打，欲分手遭拒，拉扯時誤將其所殺 於第12集被法庭判以誤殺罪名成立 |
| 張穎康 | 江耀宗 | Johnny 大學化學系三年級生 江耀祖之弟 幫其兄焚屍兼利用朱兆偉製造不在場證明 法庭判以兩項偷竊、阻差辦公、縱火、非法處理屍體等罪名 与甘大鵬不合 於第12集被捕 |
| 鄧泰和 | 甘大鵬 | 金鵬 進興小頭目（非法販賣柴油） 同性恋者 哪渣偉之表弟 江耀祖之伴侶 与江耀宗不合 于第11集不甘與江耀祖分手，拉扯時遭江耀祖錯手殺死                         |
| 黃文標 | 朱兆偉 | 哪渣偉 元朗開酒吧 甘大鵬之表哥 曾非法簽賭外圍足球 留有電話錄音成為舉發江耀宗之證據                                                                       |
| 羅 莽  | 陳堅成 | 盲成 進興成員 甘大鵬之大佬 |
| 許明志 | 沙膽哥 | 進興成員 甘大鵬之手下 |

#### 連環炸彈傷人案（第13—15集）
| 演員   | 角色   | 關係/暱稱 |
| 陳展鵬 | 黃志斌 | Ben 「天堃集團」簽約瑜伽導師 澳洲墨爾本大學電機工程畢業 曾在澳洲試爆炸彈時遭逮捕 為父母報仇而企圖炸死高俊霆但最終失败 其炸弹經景博實驗，成功阻止爆炸 黃志浩之弟 炸彈狂徒 於第14集被捕 于第15集獄中上吊自殺身亡 |
| 洋     | 高兆天 | 「天堃集團」董事長 高俊霆之父 曾陷害騙取黃志斌、黃志浩父母股份導致其慘死 參見连环报仇案/犯罪天才（第21—25集）                                                                                                  |
| 蔡淇俊 | 高俊霆 | Billy 「天堃集團」太子爺 高兆天之子 曾患有腦瘤、手術後痊癒 參見连环报仇案/犯罪天才（第21—25集） |
| 凌禮文 | 陳有財 | 街頭露宿者（被炸彈炸傷） 患有嚴重精神病，自稱香港皇帝 |
| 鍾鈺精 | 鍾姑娘 | 跟進陳有財之社工 |
| 李偉健 |        | 曾於澳洲攻讀電機工程以及計算機工程學 為炸彈案嫌疑犯之一 |
| 吳雲甫 | 程先生 | 曾於澳洲攻讀電機工程以及計算機工程學 為炸彈案嫌疑犯之一 |
| 王維德 | Tony   | 高兆天助手 |
| 呂 熙  |        | 高兆天保鑣 |
| 鄭詠謙 |        | 高兆天保鑣 |
| 趙敏通 |        | 高兆天保鑣 |

#### 詛咒生癌疑案（第16—17集）
| 演員   | 角色   | 關係/暱稱 |
| 鄭俊弘 | 許駿邦 | 倉務員 「水門村」村民 謝婉儀之男友 曾多次被謝天威及其手下打傷 於第17集與謝婉儀復合                                  |
| 陳狄克 | 許 生  | 「水門村」村長 許駿邦之父 謝天威之天敵                                                                              |
|        | 許 松  | 百年前「水門村」村長之子 因不滿「禾田村」祖先私佔土地，憤而在土裡埋有輻射物                                         |
| 鍾 煌  | 謝婉儀 | 售貨員 粉嶺「禾田村」村民 許駿邦之女友 謝天威之侄女，後反目 於第17集與許駿邦復合                                    |
| 王俊棠 | 謝天威 | 盲威 「禾田村」決策人 因祖先私佔土地，而與「水門村」不合 謝婉儀之舅父 曾因嚴重傷人被警方拘捕而入獄 於第17集再次被捕 |
| 郭卓樺 | 細     | 「禾田村」村民 謝天威手下 於第17集被捕                                                                              |
| 戴耀明 | 齊     | 「禾田村」村民 謝天威手下 於第17集被捕                                                                              |
| 侯建民 | 炳     | 「禾田村」村民 謝天威手下 於第17集被捕                                                                              |
| 陳勉良 |        | 許駿邦、謝婉儀所租住之房間包租公（第15集）                                                                          |

#### 為愛割喉兇殺案（第19—20集）
| 演員   | 角色   | 關係/暱稱 |
| 曾偉權 | 麥正樑 | Stenley、麥醫生 「Charity Heart醫院」精神科醫生 患有偏執型人格障礙症 鄭樂欣之前夫 在家中安裝針孔攝影機監視鄭樂欣 在鄭樂欣皮下脂肪安裝追蹤器 於第19集因不滿潘麗欣介紹鄭樂欣認識張文興而以割喉殺害潘麗欣後製成標本 於第20集因認為張文興搶走鄭樂欣而以割喉殺害張文興後製成標本 於第20集因想永遠與鄭樂欣在一起而企圖以割喉殺害鄭樂欣並製造成標本未遂 於第20集被盧天恆槍傷制服後，注射毒藥自殺身亡 |
| 汪 琳  | 鄭樂欣 | Karen 未婚前為空姐 麥正樑之前妻 患有抑鬱症 張文興之女友（經潘麗欣介紹） 潘麗欣之同事兼好友 於第20集被麥正樑拐走 於第20集險被麥正樑注射毒藥並製造成標本，后接受心理医生治疗 |
| 章志文 | 張文興 | Simon（法國讀音） 法國餐廳老闆 鄭樂欣之男友（經潘麗欣介紹） 完美暖男 於第20集被麥正樑以注射麻醉藥迷暈並將其解剖殺害製成標本 |
|        | 潘丽欣 | Fion 曾任空姐，現為任職美容業 鄭樂欣同事兼好友 介绍鄭樂欣認識張文興 Ken之女友 因曾欠債到處躲藏 于第19集被麥正樑以割喉杀害并制造成标本 |
| 劉深宜 | Ken    | 潘丽欣之男友 |
| 鄧英敏 | 李教授 | 精神科教授 鄭樂欣之醫生 |
| 趙希洛 | Kitty  | 李教授之助手 |
| 羅泳嫻 | 何秀珊 | Irene 「Charity Heart醫院」精神科護士 |
| 日 伽  | 梁惠蓮 | Vera 「Charity Heart醫院」精神科護士 |

#### 連環報仇案/犯罪天才（第21—25集）
| 演員   | 角色   | 關係/暱稱 |
| 黃浩然 | 黃志浩 | 本劇終極大反派 澳洲墨爾本大學電機工程肄業、電腦，數學，科學，物理天才 黃志斌之兄，後為弟報仇 駭入高俊霆檔案以情慾視頻勒索高兆天 在「天堃集團」大廈開幕典禮中，以強大電流欲電擊高兆天 因遭景博破壞計劃氣憤而綁架蔣慧珠 以氫氣炸毀景博之大學實驗室 駭入大學儀器報價單中，以景博擅玩之填字遊戲向景博挑釁 破壞景博的車之煞車系統 有意令景然的畫廊失火 在徐小麗的食物中下毒 于第25集企圖用炭疽與景博同歸於盡未遂 于第25集因中槍及吸入過量炭疽身亡 |
| 李亞男 | 蔡寶兒 | Bowie 「美域高集團」太子女 「美域高集團」慈善基金負責人 暗恋景博 故意對徐小麗諸多留難 徐小丽之情敌 目擊黄志浩绑架蔣慧珠而見死不救 于第24集被蒋慧珠踢爆计謀 |
| 洋     | 高兆天 | 「天堃集團」行政總裁 高俊霆之父 因其子所拍之情慾視頻遭威脅 參見连环炸弹伤人案（第13—15集） |
| 蔡淇俊 | 高俊霆 | Billy 「天堃集團」太子爺 高兆天之子 自拍情慾視頻遭黃志浩駭入 參見连环炸弹伤人案（第13—15集） |
| 韓馬利 | 蔣慧珠 | Victoria 在其手錶上刻上“FL411”（经景博发现） 於第23集遭黄志浩绑架 於第24集被徐小麗所救後對其改觀 参見景家 |
| 李國麟 | 景 然  | Philip 遭黄志浩陷害导致其画廊失火 参見景家 |
| 林 峯  | 景 博  | Kingsley、Kings、Professor King、Pro生（徐國良專用） 順利阻止高兆天遭電擊而惹惱黃志浩 於第25集險遭黄志浩以炭疽殺害未遂而昏迷 于第25集被徐小丽叫醒 參見景家 |
| 楊 怡  | 徐小麗 | 犀利妹 遭黄志浩在食物中下毒，送醫後無大礙 参見徐家 |
| 王維德 | Tony   | 高兆天助手 參見炸彈天才（第13—15集） |
| 夏竹欣 | Emily  | 蔡宝儿之助手 |
|        | 任天祥 | 法师 于第24集被黄志浩以5千元收买協助其拜祭黃志斌 |

### 其他演員
| 演員       | 角色     | 關係/暱稱 |
| 黃長興     | Adrian   | 前「美國C&A航空飛行員」 凌敏嘉之前男友                                                                                 |
| Joe Junior | Rubinson | 民初外國商人 欲購買之畫作遭偷取                                                                                        |
| 李思捷     |          | 寬頻推銷員（第1集） |
| 郭德信     | 曹一嵐   | 大學物理教授 少年警訊「雞蛋撞地球」評審 因與女研究生交往成為八卦對象 第2集至北京發展                                   |
| 張雪芹     |          | 大學物理研究生 與曹一嵐交往 第2集至北京發展                                                                            |
| 劉桂芳     |          | 少年警訊「雞蛋撞地球」周小欣之母（第1集）                                                                              |
| 曾婉莎     |          | 記者（第1集） 新聞播報員（第13集） 「歡樂滿中華籌款節目」司儀（第14集）                                                |
| 林秀怡     |          | 記者（第1集） |
| 譚炳文     |          | 「明記茶餐廳」老闆 |
| 何俊軒     | 余家勤   | 消防員 徐國良之好友 對徐小麗有好感（第2集）                                                                            |
| 孫慧雪     | 潘琪琪   | Christy 叶安琪之女 景博之相親對象 因其母曾為三級片女演員，遭蔣秀珠反對（第2集）                                        |
| 沈愛琳     | 葉安琪   | 曾为三级片演员 潘琪琪之母                                                                                              |
| 沈卓盈     | Everlyn  | 空姐 盧天恆一夜情對象（第2集）                                                                                         |
| 劉 俐      | Rachel   | 巴西華僑 凌敏嘉之友（第4集）                                                                                           |
| 布偉傑     | Ivan     | 警察（東區指揮官） 古玉嬌之夫（第2集）                                                                                 |
| Lisa S.    | Kay      | 盧天恆之前女友（第2集）                                                                                                |
| 黃梓瑋     | Flora    | 文柏柱之妻（第2集） |
| 黃樂兒     | Helen    | 占子高之女友（第2集）                                                                                                  |
| 蕭凱欣     | Grace    | 馮學彬之女友（第2集）                                                                                                  |
| 李鴻傑     | 高彦博   | Timothy、Tim、Tim Sir 法證人員（第2集） 参见法证先锋级法证先锋II                                                       |
| 陳少邦     | Michael  | 盧天恆之友 |
| 李忠希     | Chris    | 盧天恆之友 |
| 楊天經     |          | 「2009國際物理學基金傑出成就獎」司儀（第4集）                                                                          |
| 張漢斌     | KC       | 律師 「九龍城環球生果舖」顧客（第4集）                                                                                 |
| 裘卓能     |          | 撞徐國良之車主（第5集）                                                                                                |
| 黃俊伸     |          | 撞徐國良之車主（第5集）                                                                                                |
| 杜大衛     |          | 家中裝有攝影機，意外拍下林淑芬遭陳貴推落樓之片段（第5集）                                                              |
| 王德基     |          | 電腦維修員（第5集） |
| 菁 瑋      |          | 時裝店員（第6集） |
| 陳蔚而     |          | 「溫莎小學」女老師（第6集）                                                                                            |
| 黃鳳瓊     | 順 嫂    | 油麻地街坊（第6集） |
| 易智遠     | 貴 哥    | 油麻地街坊（第6集） |
| 曾健明     |          | 食環署小販管理隊職員（第7集）                                                                                          |
| 湯俊明     | Jacky    | 酒吧男扮女裝者 對盧天恆有好感 遭Michael、Chris、盧天恆戲稱「鴛鴦扒」（第7集）                                          |
| 李漫芬     | Phoenix  | 蛋糕店老闆 與盧天恆有一夜情 遭Michael、Chris、盧天恆戲稱「豬扒」（第7集）                                              |
| 王致迪     |          | 化工店員（第7集） |
| 趙樂賢     |          | 社署職員（第7集） |
| 張國洪     | 輝       | （第8集） |
| 梁珈詠     | 美       | （第8集） |
| 楊瑞麟     | 陳主任   | 「溫莎小學」訓導主任（第8集）                                                                                          |
| 黎桐康     | Calvin   | 景博「溫莎小學」同學（第8集）                                                                                          |
| 鄭瑩瑩     |          | 店員（第8集） |
| 高俊文     | 郭副院長 | 大學理學院副院長 |
| 江 漢      | 楊院長   | Donald 大學理學院院長                                                                                                  |
| 周寶霖     | Betty    | 凌敏嘉之友（第10集）                                                                                                   |
| 葉凱茵     | Joyce    | 新聞台副總監 凌敏嘉之上司（第10集）                                                                                    |
| 趙國東     |          | 「心意吧」老闆 |
| 鄭世豪     |          | 「心意吧」酒保（第11集）                                                                                               |
| 寧 進      | David    | 「心意吧」酒保（第11集）                                                                                               |
| 柯 嵐      |          | 「心意吧」酒保侍應（第11集）                                                                                           |
| 劉寯賢     | 梁俊威   | 肥仔 「溫莎小學」學生 常欺負徐家希，虐打徐家希，誣告徐家希虐打自己，後被揭發，但最後竟然安然無事，針對徐家希（第11集） |
| 許浚益     |          | 肥仔 「溫莎小學」學生 常欺負徐家希，虐打徐家希，誣告徐家希虐打自己，後被揭發，但最後竟然安然無事，針對徐家希（第11集） |
| 包曉華     | 梁 太    | 「溫莎小學」家教會主席 梁俊威之母，誣告徐家希虐打自己的兒子，後被揭發，但最後竟然安然無事，針對徐家希（第11集）        |
| 狄哲龍     |          | 印度籍餐廳主廚 梁俊威推倒徐家希一事之目擊證人（第11集）                                                                |
| 姚婷芝     | Kitty    | 名店店員（第11集） |
| 徐玟晴     |          | 護士（第11集） |
| 李霖恩     | 林志成   | 黃志斌朋友（第14集）                                                                                                   |
| 魏惠文     | 錢 生    | 景然、蔣慧珠朋友 基金會總理（第14集）                                                                                  |
| 区靄玲     | 錢 太    | 景然、蔣慧珠朋友 誤疑徐國良偷取耳環（第14集）                                                                          |
| 梁健平     | 程院長   | 「仁心醫院」院長（第14集）                                                                                             |
| 陳志健     | Alex     | 電視台明星藝員 「九龍城環球生果舖」熟客（第14集）                                                                      |
| 梁政珏     | -        | 電視台明星藝員（第14集）                                                                                               |
| 李穎芝     |          | 電視台明星藝員（第14集）                                                                                               |
| 曾愛媚     |          | 高兆天之祕書（第14集）                                                                                                 |
| 單俊偉     |          | 高俊霆之主治醫生（第14集）                                                                                             |
| 傅千盈     |          | 健身房美女（第15集）                                                                                                   |
| 阮 兒      |          | 健身房美女（第15集）                                                                                                   |
| 黃淑君     |          | 健身房美女（第15集）                                                                                                   |
| 楊證樺     |          | 「翠亭灣」屋苑保安（第15集）                                                                                           |
| 陳勉良     |          | 許駿邦、謝婉儀所租住之房間包租公（第15集）                                                                             |
| 黃文迪     |          | 健身教練（第16集） |
| 陳山聰     | Louis    | 景博之大學同學 長居泰國（第18集）                                                                                      |
| 戴志偉     | 周醫生   | 「仁心醫院」醫生 蔣慧珠之主治醫生（第18集）                                                                            |
| 鍾志光     | 王志剛   | 北區民政事務所官員（第16集）                                                                                           |
| 蔡康年     | 袁教授   | 協助「禾田村」村民基因檢查之醫生（第16集）                                                                             |
| 邵卓堯     | 周柏南   | 縱火通緝犯 在景家Party上遭徐小麗逮捕（第16集）                                                                         |
| 華忠男     | 周爵士   | 景家之友人（第17集）                                                                                                   |
| 蘇恩磁     | 周夫人   | 周爵士之妻 景森之契女（第17集）                                                                                        |
| 謝靜婷     |          | 花店店員（第17集） |
| 麥皓兒     |          | 酒吧美女 Adrian一夜情對象之一（第17集）                                                                                |
| 許 瑩      |          | 店員（第17集） |
| 何君誠     |          | 在「屯門黃金海岸」沙灘叉沙男子（第17集）                                                                               |
| 李雨陽     | Jason    | 凌敏嘉電視台同事 Joyce下屬（第17集）                                                                                   |
| 陳念君     | 李老師   | 「溫莎小學」女老師（第17集）                                                                                           |
| 夏竹欣     | Emily    | 蔡寶兒助理（第17集）                                                                                                   |
| 頌 誼      |          | 酒吧美女（第15集） |
| 林婉霞     |          | 酒吧美女（第15集） |
| 何茜瑩     |          | 酒吧美女（第15集） |
| 李綺雯     | Jay Jay  | 酒吧美女 遭凌敏嘉誤會與盧天恆有關係（第23集）                                                                          |
| 鄧永健     | 林 河    | 前「A-Zone Production」老闆（第23集）                                                                                  |
| 李麗麗     | 趙主任   | 國家領導御用大國手 「香港中醫學中藥聯會」中醫師 與蔡寶兒之父為世交（第23集）                                           |
| 游茛維     | Zing     | 酒吧老闆 Michael、Chris、盧天恆之友（第23集）                                                                          |
| 江梓瑋     |          | 新郎（第23集） |
| 謝靜婷     |          | 新娘（第23集） |
| 陳嘉嘉     |          | 職員（第23集） |
| 郭田葰     |          | 醫生（第23集） |
| 岑潔儀     |          | 名媛（第23集） |
| 倫紫玄     |          | 女星（第23集） |
| 陳蔚而     |          | Model（第23集） |
| 苟芸慧     | Pauline  | 徐小麗於澳洲之好友（第24集）                                                                                           |
| 蓋世寶     |          | 徐家希得獎接受電視台訪問之主持（第24集）                                                                               |

## 軼事
- 此剧是廖碧儿、马国明继《突围行动》后再度合作兼饰演情侣。
- 此剧是林峯、杨怡、韩马利、李国麟、陈芷菁、李成昌、赵静仪继《溏心风暴之家好月圆》后再度合作
- 本劇李国麟及韩马利继《法证先锋》后再度合作饰演夫妻。
- 本劇羅樂林、林峯、冯索波、胡诺言、李启杰继《摘星之旅》后再度合作

## 收視
以下為本劇於香港無綫電視翡翠台、高清翡翠台及广州地区之收視紀錄：
| 週次 | 集數  | 日期                   | 平均收視 | 最高收視 | 百分比 | 广州csm省网收视 | 广州csm市网收视 | 合计  |
| 1    | 01-05 | 2010年5月24日－5月28日 | 31點     | 34點     | 89%    | 3.38            | 4.93            | 8.31  |
| 2    | 06-09 | 2010年5月31日－6月3日  | 30點     |          | 88%    | 4.26            | 5.96            | 10.22 |
| 3    | 10-14 | 2010年6月7日－6月11日  | 32點     | 36點     | 88%    | 4.32            | 5.22            | 9.54  |
| 4    | 15-19 | 2010年6月14日－6月18日 | 32點     | 36點     | 91%    | 4.11            | 6.54            | 10.65 |
| 5    | 20-24 | 2010年6月21日－6月25日 | 35點     | 42點     | 93%    | 4.59            | 7.02            | 11.61 |

## 獎項

### MY AOD我的最愛頒獎典禮2010
| 獎項                 | 候選演員/劇集 | 結果             |
| -------------------- | ------------- | ---------------- |
| 「最佳劇集」         | 《談情說案》  | 提名（最後五強） |
| 「最佳男主角」       | 林峯          | 提名（最後五強） |
| 「最佳女主角」       | 楊怡          | 提名（最後五強） |
| 「我的最愛電視角色」 | 林峯          | 獲獎             |
| 「我的最愛電視角色」 | 楊怡          | 獲獎             |

### 星和無綫電視大獎2011
| 獎項                    | 候選演員/劇集 | 結果 |
| ----------------------- | ------------- | ---- |
| 「我最愛TVB電視男角色」 | 林峯          | 獲獎 |
| 「我最愛TVB電視女角色」 | 楊怡          | 獲獎 |

### 萬千星輝頒獎典禮2010
| 獎項                   | 候選演員/劇集 | 結果             |
| ---------------------- | ------------- | ---------------- |
| 「最佳劇集」           | 《談情說案》  | 提名（最後五強） |
| 「最佳男主角」         | 林峯          | 提名（最後五強） |
| 「最佳女主角」         | 楊怡          | 提名（最後五強） |
| 「最受歡迎電視男角色」 | 林峯          | 獲獎             |
| 「最受歡迎電視女角色」 | 楊怡          | 提名（最後五強） |
| 「飛躍進步男藝員」     | 黃浩然        | 獲獎             |
| 「最佳男配角」         | 馬國明        | 提名             |

## 記事
- 2009年7月16日：此劇於12:30在將軍澳電視廣播城一廠外灰位舉行試造型記者會。
- 2009年10月14日：此劇於油麻地街頭拍攝殺青戲。出席藝員包括林峯、楊怡與馬國明等。
- 2010年5月19日：此劇於15:00在西貢大網仔路海灣會海灣吧舉行《談情說案》之「夏日情理智激鬥」宣傳活動。
- 2010年5月23日：此劇於14:30在奧海城舉行《談情說案》「頒獎典禮」宣傳活動。
- 2010年5月26日：此劇於12:30在將軍澳中心鴻星海鮮酒家舉行《談情說案》祝捷會，慶祝劇集首集收視平均32點，最高34點。
- 2010年6月11日：此劇於舉行《談情說案》之「尋找戀愛方程式」宣傳活動。
- 2010年6月30日：此劇於舉行《談情說案》祝捷會，慶祝劇集大結局收視平均35點，最高42點。
- 2010年8月11日：無綫外事部副總監曾醒明公布上半年收視冠軍劇集是《談情說案》，平均32點。

## 爭議

### 涉嫌抄襲日本劇集
在《談情說案》開播後，觀眾發覺該劇的人物設定、場景、劇情和衣著等都和日本劇集《神探伽俐略》十分相似。5月22日，事件登上日本雅虎新聞。而監製劉家豪雖然承認該劇的確有參考《神探伽俐略》在內的外國推理及破案的劇集，但否認抄襲。

### 邏輯謬誤
在第25集中，黃志浩（黃浩然飾）假扮飛虎隊隊員被發現，景博（林峯飾）反應過慢，等黃志浩上了他的車之後才想下車逃走，這點證明黃志浩未上車前景博已知道那個飛虎隊隊員是假的，爲何沒有先把車反鎖？

## 迴響
本劇從查案當中滲透出微妙的愛情的變化，運用很多推理及科學的元素，而且因懸疑的情節及男女主角的愛情關係能吸引部分觀眾追看此劇，迴響甚大。雖被指抄襲日本劇集，收視卻取得不俗成績，居於全年第三，亦是2010年代以來平均收視第四高的劇集。而男主角林峯及女主角楊怡更被捧為視帝視后的大熱之選。

## 外部連結
- 香港網絡大典上的相关条目：談情說案

## 電視節目的變遷
| 女王辦公室 —6月12日        | 女王辦公室 —6月12日                                           | 女王辦公室 —6月12日                                           | 天天天晴 6月14日—                                             | 天天天晴 6月14日—            |
| 掌上明珠 —6月5日           | 掌上明珠 —6月5日                                              | 蒲松齡 6月7日—                                                | 蒲松齡 6月7日—                                                | 蒲松齡 6月7日—               |
| 上一套： 飛女正傳 —5月22日 | 翡翠台／高清翡翠台第三綫劇集（2010） 談情說案 5月24日—6月25日 | 翡翠台／高清翡翠台第三綫劇集（2010） 談情說案 5月24日—6月25日 | 翡翠台／高清翡翠台第三綫劇集（2010） 談情說案 5月24日—6月25日 | 下一套： 情越雙白線 6月28日— |

| 香港 無綫電視翡翠台中午劇集時段 星期一至五 11:45-12:40    | 香港 無綫電視翡翠台中午劇集時段 星期一至五 11:45-12:40 | 香港 無綫電視翡翠台中午劇集時段 星期一至五 11:45-12:40 |
| --------------------------------------------------------- | ------------------------------------------------------ | ------------------------------------------------------ |
|                                                           | 談情說案 （2017.06.07 - 2017.07.12）                   |                                                        |
| 熟男有惑 （2017.05.09 - 2017.06.06）                      | 陪著你走 （2017.07.13 - 2017.08.15）                   |                                                        |
| 香港 無綫電視翡翠台 下午劇集時段 · 星期一至五14:50 -15:50 |                                                        |                                                        |
| 親親我好媽 （2025.07.22 - 2025.08.18）                    | 談情說案 （2025.08.19 - 2025.09.23）                   | —                                                      |

| 馬來西亞 Astro On Demand劇集首映 21:30—22:15 時段 | 馬來西亞 Astro On Demand劇集首映 21:30—22:15 時段 | 馬來西亞 Astro On Demand劇集首映 21:30—22:15 時段 |
| ------------------------------------------------- | ------------------------------------------------- | ------------------------------------------------- |
|                                                   | 談情說案 （2010.05.24—2010.06.25）                |                                                   |
| 飛女正傳 （—2010.05.22）                          | 情越雙白線 （2010.06.28—）                        |                                                   |

| 澳洲 TVBJ 19:30—20:30 時段 | 澳洲 TVBJ 19:30—20:30 時段          | 澳洲 TVBJ 19:30—20:30 時段 |
| -------------------------- | ----------------------------------- | -------------------------- |
|                            | 談情說案 （2010.05.31 —2010.07.02） |                            |
| 飛女正傳 （—2010.05.28）   | 情越雙白線 （2010.07.05 —）         |                            |

| 星和视界 娱家戏剧台 劇集首映 21:00—22:00 時段 | 星和视界 娱家戏剧台 劇集首映 21:00—22:00 時段 | 星和视界 娱家戏剧台 劇集首映 21:00—22:00 時段 |
| --------------------------------------------- | --------------------------------------------- | --------------------------------------------- |
|                                               | 談情說案 （2010.12.16—2011.01.19)             |                                               |
| 掌上明珠 （2010.11.04—2010.12.15）            | 施公奇案II （2011.01.20—2011.02.17)           |                                               |

| 台灣TVBS歡樂台 星期一至五 19:00—20:00 時段 | 台灣TVBS歡樂台 星期一至五 19:00—20:00 時段 | 台灣TVBS歡樂台 星期一至五 19:00—20:00 時段 |
| ------------------------------------------ | ------------------------------------------ | ------------------------------------------ |
|                                            | 谈情说案 （2011.01.12—2011.02.16）         |                                            |
| 烈火雄心3 （2010.08.26—2010.10.08）        | 情越雙白線 （2011.02.17—2011.03.16）       |                                            |

| 美國 翡翠1台 翡翠2台 19:10—20:15 時段 及 22:05—23:00 時段（西岸時間） | 美國 翡翠1台 翡翠2台 19:10—20:15 時段 及 22:05—23:00 時段（西岸時間） | 美國 翡翠1台 翡翠2台 19:10—20:15 時段 及 22:05—23:00 時段（西岸時間） |
| --------------------------------------------------------------------- | --------------------------------------------------------------------- | --------------------------------------------------------------------- |
|                                                                       | 談情說案 （2011.10.31—2011.12.02）                                    |                                                                       |
| 讀心神探 （2011.10.03—2011.10.28）                                    | 囧探查過界 （2011.12.05—2012.01.02）                                  |                                                                       |

| 中国 安徽广播电视台 安徽卫视 2012年1月15日14:20—16:10时段首播，2012年1月16日至1月17日08:30—16:10時段首播，2012年1月18日08:30—11:25時段首播。 | 中国 安徽广播电视台 安徽卫视 2012年1月15日14:20—16:10时段首播，2012年1月16日至1月17日08:30—16:10時段首播，2012年1月18日08:30—11:25時段首播。 | 中国 安徽广播电视台 安徽卫视 2012年1月15日14:20—16:10时段首播，2012年1月16日至1月17日08:30—16:10時段首播，2012年1月18日08:30—11:25時段首播。 |
| --- | --- | --- |
| | 谈情说案 （2012.01.16—2012.01.18【首播】；2012.01.18—2012.01.20【重播】）                                                                    | |
| 读心神探 （2012.01.10—2012.01.13【首播】；2012.01.13—2012.01.15【重播】）                                                                    | 一诺倾情Ⅰ （2012.01.21—） | |

| 中国 广东电视台 珠江频道 星期一至五 22:28—23:59 時段 ，两集连播 | 中国 广东电视台 珠江频道 星期一至五 22:28—23:59 時段 ，两集连播 | 中国 广东电视台 珠江频道 星期一至五 22:28—23:59 時段 ，两集连播 |
| --------------------------------------------------------------- | --------------------------------------------------------------- | --------------------------------------------------------------- |
|                                                                 | 谈情说案 （2012.02.08—2012.02.27）                              |                                                                 |
| 刑警 （2012.01.17—2012.02.07）                                  | 铁马寻桥 （2012.02.28—2012.03.19）                              |                                                                 |

| 马来西亚 八度空間 星期一至五 19:00 - 20:00 | 马来西亚 八度空間 星期一至五 19:00 - 20:00 | 马来西亚 八度空間 星期一至五 19:00 - 20:00 |
| ------------------------------------------ | ------------------------------------------ | ------------------------------------------ |
|                                            | 談情說案 （2012.2.24 - 2012.3.29）         |                                            |
| 巴不得爸爸... （2012.1.26 - 2012.2.23）    | 鐵馬尋橋 （2012.03.30 - 2012.05.03）       |                                            |

| 新加坡 新传媒U频道 星期一至五 22:00 - 23:00    | 新加坡 新传媒U频道 星期一至五 22:00 - 23:00      | 新加坡 新传媒U频道 星期一至五 22:00 - 23:00 |
| ---------------------------------------------- | ------------------------------------------------ | ------------------------------------------- |
|                                                | 談情說案 （2014年12月15日 - 2015年1月16日）      |                                             |
| 主君的太陽 （2014年11月11日 - 2014年12月12日） | 不要戀愛要結婚 （2015年1月19日 - 2015年2月17日） |                                             |

| 香港、 马来西亚、 新加坡 TVB星河频道 甜蜜的时光时段 · 星期六至日 20:00-22:00（两集连播） · 9月24日仅播一集 | 香港、 马来西亚、 新加坡 TVB星河频道 甜蜜的时光时段 · 星期六至日 20:00-22:00（两集连播） · 9月24日仅播一集 | 香港、 马来西亚、 新加坡 TVB星河频道 甜蜜的时光时段 · 星期六至日 20:00-22:00（两集连播） · 9月24日仅播一集 |
| --- | --- | --- |
| | 談情說案 （2023年8月13日－2023年9月24日）                                                                  | |
| 4 in Love （2023年7月9日－2023年8月12日）                                                                  | 愛情食物鏈 （2023年9月24日－2023年10月29日）                                                               | |